# Megaselia haraldlundi
Megaselia haraldlundi är en tvåvingeart som beskrevs av Ronald Henry Lambert Disney 1995. Megaselia haraldlundi ingår i släktet Megaselia och familjen puckelflugor.
Artens utbredningsområde är Tyskland. Arten är reproducerande i Sverige. Inga underarter finns listade i Catalogue of Life.